# Mustapha Gouaich
 (avril 2021).
Si vous disposez d'ouvrages ou d'articles de référence ou si vous connaissez des sites web de qualité traitant du thème abordé ici, merci de compléter l'article en donnant les références utiles à sa vérifiabilité et en les liant à la section « Notes et références ».
Mustapha Gouaich est un footballeur algérien né le 30 septembre 1979 à Mostaganem. Il évoluait au poste d'avant-centre.

## Biographie
Il évoluait en première division algérienne avec les clubs du MC Oran, de l'USM Blida, du CA Bordj Bou Arreridj, de l'USM Annaba, de l'ASO Chlef et enfin de l'AS Khroub. Il dispute 75 matchs en inscrivant 10 buts en Ligue 1.
Il fait un bref passage dans un club de division inférieure en France, le Blois Football 41.